# LOVE (T-BOLANの曲)
『LOVE』（ラブ）は、T-BOLANの11枚目のシングル。

## 内容
テレビ朝日系木曜ドラマ『彼と彼女の事情』主題歌。カップリング「No.1 Girl」は、ジョディ・フォスターが出演していたホンダ・シビックフェリオのCMソング。

## 収録曲
1. LOVE
作詞･作曲:森友嵐士 編曲:T-BOLAN・葉山たけし
2. No.1 Girl
作詞･作曲:森友嵐士 編曲:T-BOLAN・明石昌夫

## 楽曲の収録アルバム
- SINGLES (#1)
- BALLADS (#1)
- T-BOLAN FINAL BEST GREATEST SONGS & MORE (#1,2)
- complete of T-BOLAN at the BEING studio (#1)
- T-BOLAN BEST HITS (#1)
- LEGENDS (#1,2)
- ADDITIONAL DISC (#1,2)
- T-BOLAN COMPLETE SINGLES 〜SATISFY〜 (#1,2)